# A Ghost Story
A Ghost Story ist ein US-amerikanisches Filmdrama mit Fantasy-Elementen von David Lowery, das am 22. Januar 2017 im Rahmen des Sundance Film Festivals seine Weltpremiere feierte und am 7. Juli 2017 in die US-amerikanischen Kinos kam.

## Handlung
M und C sind frisch verheiratet. Sie leben in einem alten Haus, das C liebt, aber M würde es lieber für eine Stadtwohnung verlassen, und gerade als sie ihn davon überzeugt hat, umzuziehen, wird C bei einem Autounfall getötet. Ab diesem Zeitpunkt wird die trauernde Hinterbliebene von Cs Geist heimgesucht, der das Haus nicht verlassen will und kann. C bleibt auch dann noch in dem Haus, als M wegzieht und neue Mieter in das Haus einziehen, trauert um seine Geliebte und spukt in einem weißen Bettlaken dort herum. Unfähig zu gehen und sich auf eine höhere Ebene zu begeben, bleibt C an das Grundstück gebunden, als das Haus eines Tages abgerissen wird, und auch als dort viele Jahre später ein futuristischer Wolkenkratzer errichtet wird, ist C noch dort.

## Produktion

### Stab und Besetzung
Die Regie übernahm David Lowery, der auch das Drehbuch zum Film schrieb. Im Herbst 2016 wurde erstmals über das Projekt berichtet, nachdem die Dreharbeiten bereits abgeschlossen waren. In einem Interview erklärte der Regisseur, er habe nach der Großproduktion Elliot, der Drache einen kleinen, spontanen Film inszenieren wollen.
Lowery wurde bei der Idee zum Film durch eine Auseinandersetzung inspiriert, die der Filmemacher mit seiner Frau hatte. Er wollte das alte Haus, in dem sie lebten, nicht verlassen, weil er neben Erinnerungen mit diesem auch die früheren Bewohner des Hauses zu spüren glaubte. In seinem Film anthropomorphisiert er einen ganz konkreten Ort in der Zeit.
Im Film sind die Schauspieler Casey Affleck in der Rolle von C, Rooney Mara in der Rolle von M und des Weiteren Will Oldham, Rob Zabrecky und Liz Franke zu sehen.

### Dreharbeiten und Filmmusik

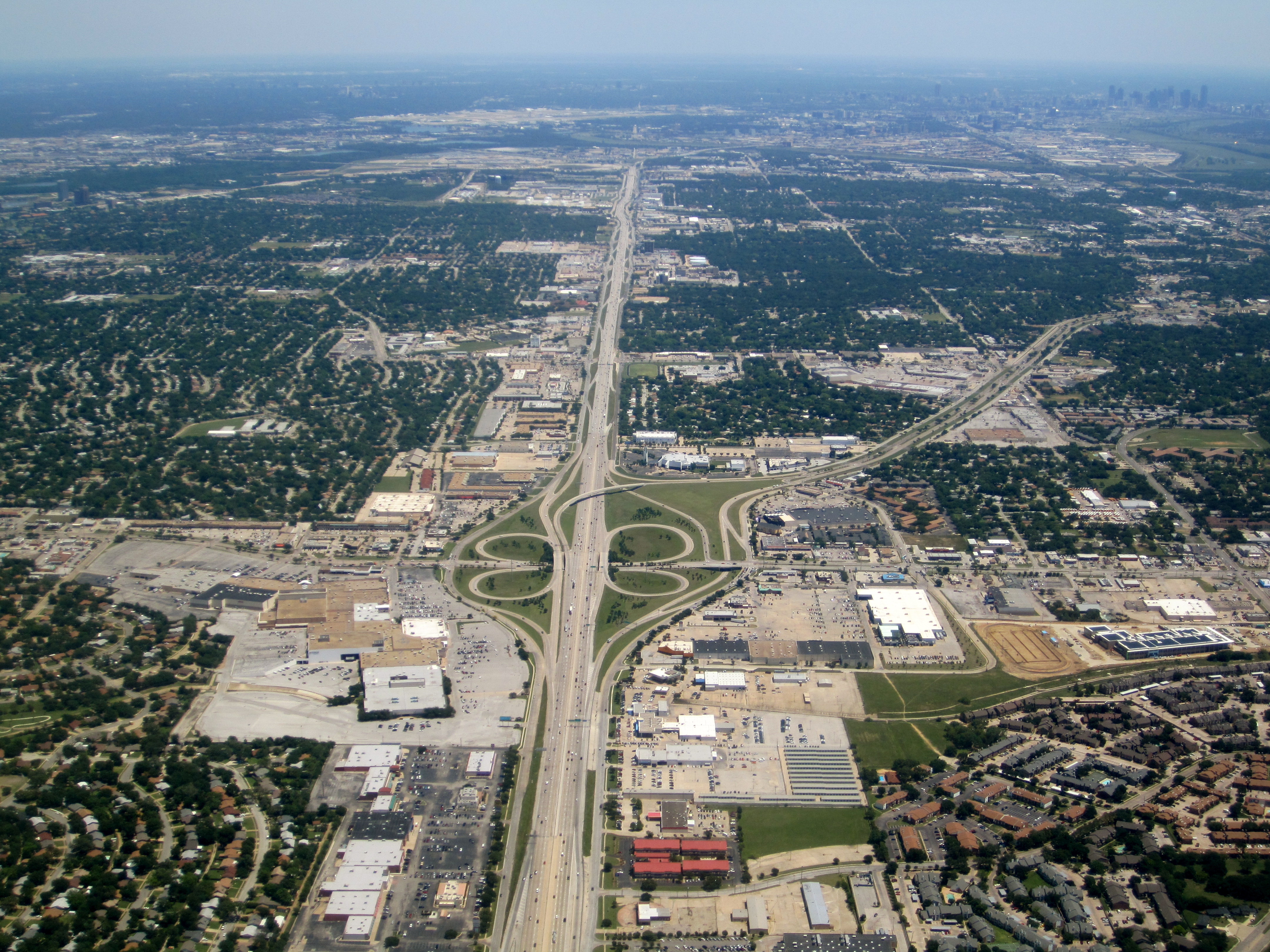
Die Dreharbeiten fanden unter anderem in Dallas und Irving statt, wo Regisseur David Lowery zu dieser Zeit auch lebte

Die Dreharbeiten fanden heimlich im Sommer 2016 an 19 Tagen in Irving, wo Lowery lebte, in Dallas und an umliegenden Orten statt.
Die Filmmusik wurde von Daniel Hart komponiert. Hart hatte auch die Musik für Lowerys vorherige Filme The Saints – Sie kannten kein Gesetz, St. Nick und Elliot, der Drache komponiert. Der Soundtrack zum Film umfasst 12 Stücke und wurde am 7. Juli 2017 von Milan Records veröffentlicht.

### Veröffentlichung
Der Film feierte am 22. Januar 2017 im Rahmen des Sundance Film Festivals seine Weltpremiere. Im Juni 2017 wurde der Film beim Sydney Film Festival und ab 2. Juli 2017 beim Filmfestival Karlovy Vary vorgestellt. Im Rahmen des Seattle International Film Festivals wurde A Ghost Story im Juni 2017 in der Sektion New American Cinema gezeigt.
Die weltweiten Vertriebsrechte des Films liegen bei A24. Kinostart in den USA war am 7. Juli 2017. Am 7. Dezember 2017 kam der Film in die deutschen Kinos.

## Rezeption

### Altersfreigabe
In Deutschland ist der Film FSK 12. In der Freigabebegründung heißt es: „Die Geschichte über Zeit und Vergänglichkeit ist sehr ruhig erzählt, lässt dabei viel Raum für Reflexion. Kinder unter 12 Jahren können wegen der teils düsteren Atmosphäre im Zusammenspiel mit einzelnen Schreck- und Gewaltmomenten vom Film überfordert werden.“

### Kritiken und Einspielergebnis

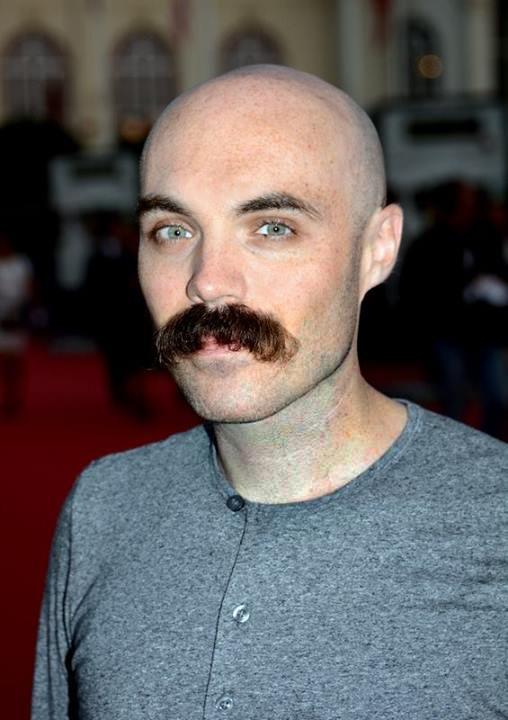
David Lowery führte beim Film Regie

Der Film wurde von 91 Prozent der Kritiker bei Rotten Tomatoes positiv bewertet und erhielt hierbei eine durchschnittliche Bewertung von 8 der möglichen 10 Punkte.
Sebastian Lucas von robots-and-dragons.de erklärt, der Horrorfilm orientiere sich an Klassikern seines Genres, wie John Carpenters Halloween – Die Nacht des Grauens, Tim Burtons Beetlejuice und den The-Conjuring-Filmen von James Wan. Peter Debruge von Variety sagt, der Independentfilm sei nicht gruselig, ließe einen jedoch nicht los. Debruge fühlt sich an Filme von Apichatpong Weerasethakul erinnert, die man für ein westliches Publikum übersetzt habe. Lowerys Film gewähre einen alternativen Blick auf das Übernatürliche, das Publikum, das einen packenden Horrorfilm erwarte, werde allerdings enttäuscht sein, so Debruge.
Oliver Kaever von Zeit Online nennt A Ghost Story einen der emotionalsten Filme des Jahres und sagt weiter: „Selten gelingt es einem Regisseur und seinen Darstellern, eine tiefe, innige Liebe zwischen zwei Menschen wirklich glaubhaft zu zeigen. Oft wird Intimität zerredet. Casey Affleck und Rooney Mara dagegen wirken in A Ghost Story, als seien sie füreinander gemacht.“
Anke Westphal von epd Film erklärt, David Lowery erzähle impressionistisch und unverbunden in oft minutenlangen, statischen, theatralen Einstellungen und im Verhältnis 4:3, wo die Bildbreite nur ein wenig größer ist als die Bildhöhe, was den Zuschauern signalisieren solle, dass dies kein traditioneller Spielfilm sei. Der Regisseur operiere weniger mit dem Wort als mit den Kategorien Raum, Bild und Zeit, und in der Inszenierung wortlosen Unglücks gelange er dabei immer wieder zu hochpoetischen Szenen. Westphal resümiert: „Letztlich zeichnet dieser Film bei allem Nihilismus ein romantisches Bild der menschlichen Suche nach Sinn und dem, was bleibt, wenn wir nicht mehr sind.“
Lukas Stern von Spiegel Online beschreibt das Haus im Film als einen Zeitspeicher und ein Medium, durch das sich die Intimität kommuniziere, der Sinnträger dieser einen, bestimmten Liebesbeziehung. Die Liebe sei für Lowery nicht einfach nur an die Idee geknüpft, dass ihre Kraft über den Tod hinausgehe, indem sie ein Gespenst hervorbringe und damit Brücken zwischen dem Dies- und dem Jenseits schlage, und resümiert: „Tatsächlich hat Lowery eine bemerkenswerte und zutiefst romantische Vorstellung davon, was ewige Liebe sein könnte. Und wer das auf Anhieb nicht glaubt, der dürfte spätestens dann davon überzeugt sein, wenn einem im Abspann dieses Films die Ewigkeit um die Ohren fliegt.“
Karsten Munt von der Arbeitsgemeinschaft Kino meint, wie die Trauer die Lebenden und die Toten im Film miteinander verbinde, erkläre sich am besten, wenn man A Ghost Story in die Tradition der Märchenerzählung einordne, irgendwo zwischen der bitteren Melancholie Hans Christian Andersens und den Bildern, die das Kino Weerasethakuls seit Jahren auf der Leinwand träumt: „Wie beim thailändischen Regisseur stehen die 16-mm-Aufnahmen von Kameramann Andrew Droz Palermo so lange, bis in ihnen Geister zum Leben erwachen. In einem der schönsten Momente des Films stehen sich zwei dieser Gespenster an den Fenstern der Häuser gegenüber, an die sie gebunden sind. Stumm schauen sie sich an, während die Untertitel, wie in einem Dialog, von ihrer Zeit des Wartens erzählen. Das Gegenüber scheint bereits in der Zeit verloren zu sein, hat vergessen auf wen es in seinem Haus wartet, während der Geist von C selbst langsam in der Reflexion der Fensterscheibe zu verschwinden droht.“
Der US-amerikanische Filmkritiker Kyle Buchanan von Vulture.com sagt über die Sehgewohnheiten in seinem Land, amerikanische Kinobesucher seien mit derartigen, in die Länge gezogenen Beobachtungen einer Figur, nicht vertraut.
Den Produktionskosten des Films von rund 100.000 US-Dollar stehen Einnahmen aus Kinovorführungen in Höhe von etwa 1,8 Millionen US-Dollar gegenüber.

### Auszeichnungen (Auswahl)
Am 18. Dezember 2017 gab die Academy of Motion Picture Arts and Sciences bekannt, dass sich Daniel Harts Arbeit auf einer Shortlist von insgesamt 141 Filmen befinde, aus der die Nominierungen in der Kategorie Beste Filmmusik im Rahmen der Oscarverleihung 2018 erfolgen werden. Im Folgenden eine Auswahl von Nominierungen und Auszeichnungen im Rahmen weiterer Filmpreise.
Deauville Film Festival 2017
- Auszeichnung mit dem Prix de la Critique (David Lowery)
- Auszeichnung mit dem Prix du Jury (David Lowery)
- Auszeichnung mit dem Prix Kiehl’s de la Révélation (David Lowery)
- Nominierung für den Grand Prix Le Palmarès (David Lowery)[25][26]

National Board of Review Awards 2017
- Aufnahme in die Top 10 Independent Movies[27]

Independent Spirit Awards 2018
- Nominierung für den John Cassavetes Award[28]

Los Angeles Online Film Critics Society Awards 2018
- Nominierung als Bester Independent-Film[29]

Sundance Film Festival 2017
- Nominierung für den Publikumspreis Best of Next! (David Lowery)